# Luigi Chiesi
Luigi Chiesi (Reggio Emilia, 23 luglio 1811 – Roma, 19 febbraio 1884) è stato un avvocato, patriota e politico italiano.

## Biografia
Figlio di un pubblico funzionario frequenta le scuole dei padri gesuiti per poi intraprendere gli studi giuridici presso l'Università di Modena. Laureatosi nel 1831 intraprende la professione di avvocato e acquisisce una non indifferente notorietà quando, ancor giovane praticante, fa prevalere le ragioni dei legittimi eredi della contessa Anna Govenani nei confronti di quelli nominati in un testamento estorto in punto di morte alla nobildonna, apertamente sostenuti dal governatore di Reggio e dal duca di Modena e Reggio Francesco IV. Questo successo, che lo rende ovviamente inviso alla corte ducale, lo spinge ad approfondire la disciplina testamentaria in vigore nel Ducato di Modena e Reggio, materia della sua prima opera di carattere giuridico.
Liberale moderato prende parte ai moti del 1848. Dopo la fuga del duca partecipa in prima persona ai moti di ribellione cittadini; il 21 marzo 1848, nella sua qualità di segretario comunale, è tra i firmatari del proclama che costituisce la municipalità cittadina in governo provvisorio. Il nuovo esecutivo, formato dalle più alte personalità cittadine, non intende promuovere iniziative di carattere rivoluzionario, ed anzi il giorno successivo fa presente che non vuole "né distruggere né innovare uffizi ed istituzioni... affinché non si preoccupino i diritti che eccedono l'essenza di un governo provvisorio e che sono proprie soltanto di un governo definitivamente costituito". Dopo l'armistizio Salasco, che pone fine alla prima fase della prima guerra d'indipendenza italiana, e il restauro del governo ducale il Chiesi, che ha preso l'iniziativa di raccogliere sottoscrizioni tra i cittadini per l'annessione del ducato al Piemonte, è costretto a riparare a Torino, dove sotto la protezione dei Savoia promuove un comitato degli esuli di Parma, Piacenza, Modena, Reggio Emilia e Guastalla; il consesso si propone di rappresentare gli interessi e le popolazioni dei ducati, che sotto la dominazione austriaca non possono più inviare i propri rappresentanti al parlamento piemontese.

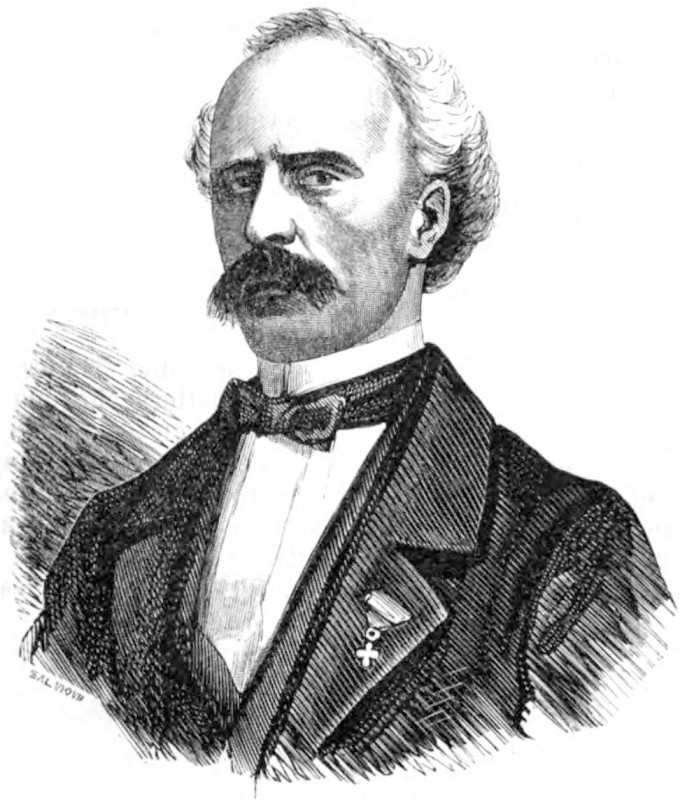
Ritratto di Luigi Chiesi ne Il Parlamento del Regno d'Italia, 1861

Questo comitato ha tuttavia vita breve ed effimera, essenzialmente a causa degli interessi superiori di Carlo Alberto di Savoia, che nel testo dell'armistizio non ha preteso la richiesta clausola dell'amnistia per i suoi componenti, che sono per contro accusati dal duca Francesco V del delitto di lesa maestà e condannati all'esilio perpetuo. Dopo il definitivo scioglimento, dovuto alla ripresa delle ostilità, il Chiesi ripara dapprima a Parma, retta da un commissario provvisorio dopo la ritirata austriaca, per poi stabilirsi a Firenze, nel Granducato di Toscana, dove si ritira a vita privata dedicandosi agli studi giuridici. 
Nel 1859, quando il duca fugge di fronte all'invasione franco-piemontese e si ritira in esilio presso il Castello del Catajo, nel Veneto austriaco, torna a Reggio Emilia dove il 12 giugno partecipa a un comitato governativo che si fa interprete della volontà popolare di una sollecita annessione al Piemonte. Dopo l'armistizio di Villafranca entra nell'assemblea dei rappresentanti del popolo che dichiara decaduto Francesco V e delibera l'unione delle province ducali al Regno di Sardegna: in questo periodo fa parte del governo provvisorio guidato da Luigi Carlo Farini come ministro di grazia e giustizia e dei culti. Il 13 aprile 1860 viene chiamato a far parte del senato piemontese ed inizia la sua carriera presso il Consiglio di Stato, dove è stato consigliere della sezione finanze e presidente di sezione. Sempre dal 1860 è consigliere e presidente della provincia di Reggio Emilia, socio dell'Accademia delle scienze, lettere ed arti di Modena, socio corrispondente dell'Accademia dei Georgofili di Firenze e membro effettivo della Commissione per le medaglie al valor civile.